# Michal na Ostrove
Michal na Ostrove est un village de Slovaquie situé dans la région de Trnava.

## Histoire
Première mention écrite du village en 1337.

## Démographie

### Évolution de la population
| Année:               | 1994. | 2004.    | 2014.    | 2024.    |
| -------------------- | ----- | -------- | -------- | -------- |
| Nombre de personnes: | 680   | 827      | 940      | 1119     |
| Différence:          |       | +21,61 % | +13,66 % | +19,04 % |

| Année:               | 2023. | 2024.   |
| -------------------- | ----- | ------- |
| Nombre de personnes: | 1104  | 1119    |
| Différence:          |       | +1,35 % |